# Katharina Kühl
Katharina Kühl (* 1939 in Stettin) ist eine deutsche Buchautorin.

## Leben
Sie studierte Soziologie in Bremen und ging für ein Sprachenstudium nach London und Paris. Zunächst arbeitete sie als Übersetzerin und Dolmetscherin. Seit 1971 ist sie freie Autorin. Heute lebt sie in Norddeutschland und Frankreich und schreibt Hörspiele, Hörfeatures sowie Kinder- und Jugendbücher.
Ihre Bücher Das Burggespenst Lülü und Der Prinz von Pumpelonien wurden von der Augsburger Puppenkiste in Zusammenarbeit mit dem Hessischen Rundfunk als jeweils vierteilige Fernsehserien produziert.

## Werke
- Wackelpudding. Carlsen Verlag, Hamburg 1989.
- Der Prinz von Pumpelonien. Carlsen Verlag, Hamburg 1991.
- Das Burggespenst Lülü. Carlsen Verlag, Hamburg 1993.
- Weihnachten auf freier Strecke. Carlsen Verlag, Hamburg 1994.
- Fundsache. Carlsen Verlag, Hamburg 1995.
- Das Geheimnis vom Dachboden. Loewe Verlag, Bindlach 1998.
- Lesefant: Alexandra Superfetzig. Mit Illustrationen von Silke Brix. Loewe Verlag, Bindlach 2002.
- Zottelpelz und Zauberpilz. Cecilie Dressler-Verlag, Hamburg 2003.